# أق قلعة (تكاب)
أق‌ قلعة هي قرية في مقاطعة تكاب، إيران. عدد سكان هذه القرية هو 264 في سنة 2006.